# Asociația Cercetașii Români Uniți
Asociația Cercetașii Români Uniți este o asociație de cercetășie, înființată în anul 2007.

## Înființare
Asociația a fost fondată la Oradea, pe 29 ianuarie 2007, de foști lideri ai Asociației Cercetașii Munților.

Cercetașii Români Uniți sunt o asociație de laici a Bisericii Române Unite, Greco-Catolice ce funcționează cu binecuvantarea Episcopului Greco-Catolic de Oradea. Asociatia are 3 grupuri: Oradea, Bucuresti-Grupul Episcop Vasile Aftenie si Ramnicu Valcea-Grupul Sf. Francisc de Assisi.

## Misiune
Cercetașii Români Uniți urmăresc să formeze tineri ancorați în realitate, întotdeauna gata să-și ajute aproapele, credincioși lui Dumnezeu, Bisericii și Patriei, pregătiți pentru asumarea deplină a responsabilităților ce le vor reveni în familie și în societate.

## Specific
Avand ca obiective completarea dezvoltării caracterului și a personalității, trăirea idealului creștin și trăirea în comunitate, asociația folosește metoda de educație pedagogică pe linia tradițională a formării cercetașești (non-mixtate) trasată de fondatorul lord Robert Baden-Powell și adaptată pentru pastorația tinerilor de către Pr. Jacques Sevin.
Asociația își serbează patronul pe 23 aprilie - Sfântul Gheorghe.
Deviza Cercetașilor Români Uniți este "Totdeauna Gata”.

## Organizare
Grupele de vârstă sunt: 
- 7-12 ani - lupișori (băieți), pui de lup (fete)
- 12-17 ani - cercetași (băieți), cercetașe (fete)
- 17-23 ani - drumeti (băieți), călauze (fete)

Activitățile se desfășoră separat pentru băieți / fete.
Cercetașii Români Uniți iși desfășoară activitatea în Oradea, Bucuresti și Râmnicu-Vâlcea.
Activitățile Cercetașilor Români Uniți urmăresc permanent cele 5 scopuri ale cercetășiei:
1. sănătatea și dezvoltarea fizică prin viața în natură (tabere la cort, explorări, competiții)
2. dezvoltarea simțului practic, al concretului, a indemânărilor și creativității
3. formarea caracterului prin asumarea responsabilității individuale și exercițiul vieții în grup
4. slujirea aproapelui
5. descoperirea lui Dumnezeu ("Fii un jucător bun în echipa lui Dumnezeu!" - Baden-Powell)[2]